# Генрих I (граф Тироля)
Генрих I (нем. Heinrich I Graf von Tirol; ум. 14 июня 1190/1202) — граф Тироля с 1180 года. Сын Бертольда I Тирольского и его жены (Агнессы ?) фон Ортенбург.
В 1180 году наследовал отцу. Сначала правил вместе с братом — Бертольдом II, а после его смерти (28 декабря 1181) — один.
Жена — Агнесса (ум. 1237), дочь графа Адальберо I фон Ванген. Дети:
- Альбрехт III (ум. 1253), граф Тироля,
- дочь, муж — Мейнхард II, граф Горицы,
- Матильда, муж — граф Бертольд III фон Эшенлоэ.
- Агнесса, муж — Генрих II, граф фон Эшенлоэ.

Овдовев, жена Генриха I Агнесса фон Ванген вышла замуж за Мейнхарда III фон Аренсберг, графа фон Роттенегг.